# Barkentijn

Het zeilplan van een barkentijn

Een barkentijn of schoenerbark is een zeilschip met drie of meer masten, waarvan de voorste mast dwarsscheeps is getuigd en de overige masten langsscheeps. Het scheepstype is vanaf de tweede helft van de 19e eeuw in gebruik gekomen en gebleven tot het einde van de tijd van de grote zeilvaart, in de jaren dertig van de 20e eeuw.
In de praktijk kwam dit scheepstype in allerlei mengvormen voor, door de Engelsen ook wel aangeduid als '‘jackass-barque’'; een term waarvoor geen goede Nederlandse vertaling is en die dan ook vaak als barkentijn geclassificeerd wordt. Ook werd lange tijd de term barkentijn gehanteerd voor het scheepstype dat wij nu kennen als brigantijn.
Het barkentijn-tuig is in de nadagen van de zeilvaart lang in gebruik gebleven omdat het het beste van twee werelden vertegenwoordigde. Zeelui zagen het type vaak als een lastige kruising tussen een bark en een schoener, hoewel ze in de praktijk vaak sneller bleken en als veelzijdig te boek stonden. Het is wellicht opmerkelijk dat juist déze vorm van tuigage veel werd toegepast als nood-voortstuwing op de vroege stoomschepen.
Verschillende bronnen en experts geven vaak een eigen uitleg aan scheepsclassificaties en –benamingen. Deze zijn lang niet altijd met elkaar in overeenstemming, wat het geven van een exacte definitie bijna onmogelijk maakt.